# Camilla Dalby
Camilla Dalby (* 15. Mai 1988 in Randers) ist eine ehemalige dänische Handballspielerin.

## Karriere
Dalby begann mit vier Jahren das Handballspielen bei Spentrup IF. Anschließend spielte sie für Randers Freja, der sich später mit weiteren Vereinen zu Randers HK zusammenschloss. Am 16. September 2006 wurde sie im Spiel gegen Slagelse DT erstmals in der höchsten dänischen Spielklasse eingesetzt. Mit Randers gewann sie 2010 den EHF-Pokal sowie 2012 die dänische Meisterschaft. In der Saison 2012/13 erzielte sie mit 187 Treffern die meisten Tore in der dänischen Damehåndboldligaen. Im Sommer 2013 wechselte sie zum montenegrinischen Verein ŽRK Budućnost Podgorica. Mit Budućnost Podgorica gewann sie 2014 und 2015 die Meisterschaft und den montenegrinischen Pokal sowie 2015 die EHF Champions League. Im Sommer 2015 kehrte sie wieder nach Randers zurück. Nach der Saison 2018/19 beendete sie ihre Karriere.
Dalby bestritt 108 Länderspiele für die dänische Nationalmannschaft, in denen sie 303 Treffer erzielen konnte. Erstmals nahm sie mit Dänemark an den Europameisterschaften 2008 teil. Daraufhin wirkte sie an der Weltmeisterschaft 2009 mit. Weiterhin gehörte sie dem dänischen Kader bei der Europameisterschaft 2010 an, das Dänemark mit dem 4. Platz beendete. Eine Knieverletzung verhinderte ihre Teilnahme an der Weltmeisterschaft 2011. Bei den Olympischen Spielen 2012 gehörte sie wieder zum dänischen Aufgebot, mit dem sie den neunten Platz belegte. Nach einer überstandenen Verletzung wurde sie formbedingt nicht für die EM 2012 nominiert. Bei der Weltmeisterschaft 2013 stand Dalby anfangs nur im erweiterten Kader und rückte erst im Viertelfinale ins dänische Aufgebot. Mit Dänemark gewann sie die Bronzemedaille. Anschließend beendete sie ihre Länderspielkarriere.
Dalby bestritt außerdem 30 Länderspiele für die danische Juniorinnennationalmannschaft. 2007 gewann sie mit Dänemark die U19-Europameisterschaft. Ein Jahr später wurde sie U20-Vizeweltmeisterin. Zusätzlich wurde sie mit 65 Treffern Torschützenkönigin der U20-WM 2008.

### Erfolge
- dänischer Meister 2012
- dänischer Pokal 2016
- montenegrinischer Meister 2014
- montenegrinischer Pokal 2014
- EHF-Pokal 2010
- U19-Europameister 2007
- U20-Vizeweltmeister 2008
- Im Jahr 2010 wurde sie zu Dänemarks Handballerin der Jahres gewählt.[18]